# Whatever It May Take
Whatever It May Take è il secondo album in studio del gruppo musicale death metal tedesco Heaven Shall Burn, pubblicato nel 2002.

## Tracce
1. Intro – 0:49
2. Behind a Wall of Silence – 3:42
3. The Worlds in Me – 4:22
4. The Martyrs' Blood – 4:16
5. It Burns Within – 4:29
6. Implore the Darken Sky – 5:08
7. The Few Upright – 2:16
8. Whatever It May Take – 3:44
9. Ecowar – 3:22
10. Naked Among Wolves – 4:16
11. The Fire – 4:12
12. Casa de Caboclo (Point of No Return cover) – 2:46
13. Implore the Darken Sky (Classic version) – 5:08

## Formazione
- Marcus Bischoff – voce
- Maik Weichert – chitarra
- Patrick Schleitzer – chitarra
- Eric Bischoff – basso
- Matthias Voigt – batteria